# Zéna de Jamaïque
Spindalis nigricephala
Espèce
Statut de conservation UICN

 LC  : Préoccupation mineure
Le Zéna de la Jamaïque (Spindalis nigricephala) est une espèce de passereaux appartenant à la famille des Thraupidae.

## Répartition
Il est endémique de Jamaïque.